# Hymni i Flamurit
Hymni i Flamurit (în română Imnul Steagului) este imnul național al Albaniei ( ascultă imnul (ajutor·info)). Versurile sunt scrise de către Aleksander Stavri Drenova (pseudonim: Asdreni), care era de origine aromână. Imnul a fost mai întâi publicat ca o poezie în Liri e Shqipërisë (în română Libertatea Albaniei), un ziar albanez din Sofia, Bulgaria în 1912.
Mai târziu a fost tipărit într-un volum de poezii de Drenova numit Ëndra e lotë (în română Vise și lacrimi), care a fost publicat la București. Muzica este Pe-al nostru steag e scris Unire de Ciprian Porumbescu. Există o asemănare evidentă cu versurile scrise pentru melodia lui Porumbescu de Andrei Bârseanu.

## Versuri

### Versurile înalbaneză
| În alfabetul latin (oficial) | În alfabetul chirilic (învechit) | În alfabetul grecesc (dialectul arvanitic) | Transcriere fonetică (AFI) |
| Rreth flamurit të përbashkuar Me një dëshirë e një qëllim, Të gjith' atij duke u betuar Të lidhim besën për shpëtim. 𝄆 Prej lufte veç ay largohet Që është lindur tradhëtor, Kush është burrë nuk frikohet, Por vdes, por vdes si një dëshmor! 𝄇 Në dorë armët do t'i mbajmë, Të mbrojmë atdheun në çdo kënd, Të drejtat tona ne s'i ndajmë; Këtu armiqtë s'kanë vënd! 𝄆 Se Zoti vetë e tha me gojë Që kombe shuhen përmbi dhe, Po Shqipëria do të rrojë; Për të, për të luftojmë ne! 𝄇 O Flamur, flamur, shenj' e shenjtë Tek ti betohemi këtu Për Shqipërinë, atdheun e shtrenjtë, Për nder' edhe lavdimn e tu. 𝄆 Trim burrë quhet dhe nderohet Atdheut kush iu bë therror. Përjetë ai do të kujtohet Mbi dhe, nën dhe si një shenjtor! 𝄇 | Рреѳ фљамурит тъ пърбашкуар Ме њъ дъшир' е њъ ћълим, Тъ ђиѳ' атиј дуке у бетуар Тъ љиδим бесън пър шпътим. 𝄆 Преј љуфте веч аи љаргохет Ћъ ъщъ љиндур траδътор, Куш ъщъ бурръ нук фрикохет, Пор вдес, пор вдес си њъ Дъшмор! 𝄇 Нъ доръ армът до т'и мбајмъ, Тъ мбројмъ атδеун нъ чдо кънд, Тъ дрејтат тона не с'и ндајмъ; Къту армићтъ с'канъ вънд! 𝄆 Се Зоти ветъ е ѳа ме гојъ Ћъ комбе шухен пърмби δе, По Шћипъриа до тъ рројъ; Пър тъ, пър тъ љуфтојмъ не! 𝄇 О Фљамур, фљамур, шењ' е шењтъ Тек ти бетохеми къту Пър Шћипъринъ, атδеун е щрењтъ, Пър ндер' еδе љавдимн е ту. 𝄆 Трим бурръ ћухет δе ндерохет Атδеут куш ју бъ ѳеррор. Пърјетъ аи до тъ кујтохет Мби δе, нън δе си њъ шењтор! 𝄇 | Ρ̇εθ φλαμȣριτ τε̱ πε̱ρπ̇ασ̈κȣaρ Με̱ ν̇ε̱ δ̇ε̱σ̈ιρ ε ν̇ε̱ κ̇ε̱λ̇ιμ, Τε̱ γ̇ιθ ατιϳ δ̇ȣκε ȣ π̇ε̱τȣαρ Τε̱ λιδιμ π̇εσε̱ν πε̱ρ σ̈πε̱τιμ. 𝄆 Πρε̱ϳ λȣφτε βε̱τσ̈ αι λαργοχετ Κ̇ε̱ ε̱σ̈τε̱ λινδ̇ȣρ τραδε̱τορ, Κȣσ̈ ε̱σ̈τε̱ π̇ȣρ̇ε̱ νȣκ φρικοχετ, Πορ βδ̇ες, πορ βδ̇ες σι ν̇ε̱ Δ̇ε̱σ̈μορ! 𝄇 Νε̱ δ̇ορε̱ αρμε̱τ δ̇ο τι μπ̇αϳμε̱, Τε̱ μπ̇ροϳμε̱ ατδεȣν νε̱ τσ̈ο κε̱νδ̇! Τε̱ δ̇ρεϳτατ τονα νε σι νδ̇αϳμε̱; Κε̱τȣ αρμικ̇τε̱ σκανε̱ βε̱νδ̇! 𝄆 Σε Ζοτι βετε̱ ε θα με γοϳε̱ Κ̇ε̱ κομπ̇ε σ̈ȣχεν πε̱ρμπ̇ι δε, Πο Σ̈κ̇ιπε̱ρια δ̇ο τε̱ ρ̇οϳε̱; Πε̱ρ τε̱, πε̱ρ τε̱ λȣφτοϳμε̱ νε! 𝄇 Ο Φλαμȣρ, φλαμȣρ, σ̈εν̇ ε σ̈εν̇τε̱ Τεκ τι π̇ετοχεμι κε̱τȣ Πε̱ρ Σ̈κ̇ιπε̱ρινε̱, ατδεȣν ε σ̈τρεν̇τε̱, Πε̱ρ νδ̇ερ εδε λαβδ̇ιμν ε τȣ. 𝄆 Τριμ π̇ȣρ̇ε̱ κ̇ȣχετ δε νδεροχετ Ατδεȣτ κȣσ̈ ιȣ π̇ε̱ θερ̇ορ. Πε̱ρϳετε̱ αι δ̇ο τε̱ κȣϳτοχετ Μπ̇ι δε, νε̱ν δε σι ν̇ε̱ σ̈εν̇τορ! 𝄇 | [rɛθ̟ fla.mu.ɾit tə pəɾ.baʃ.ku.aɾ] [mɛ ɲə də.ʃiɾ ɛ ɲə c͡çə.ɫim ǀ] [tə ɟ͡ʝiθ̟ a.tij du.kɛ u bɛ.tu.aɾ] [tə li.ð̟im bɛ.sən pəɾ ʃpə.tim ‖] 𝄆 [pɾɛj luf.tɛ vɛt͡ʃ a.i laɾ.gɔ.hɛt] [c͡çə əʃ.tə lin.duɾ tɾa.ð̟ə.tɔɾ ǀ] [kuʃ əʃ.tə bu.rə nuk fɾi.kɔ.hɛt ǀ] [pɔɾ vdɛs ǀ pɔɾ vdɛs si ɲə dəʃ.mɔɾ ‖] 𝄇 [nə dɔ.ɾə aɾ.mət dɔ ti mbaj.mə ǀ] [tə mbɾɔj.mə at.ð̟ɛ.un nə t͡ʃdɔ kənd ǀ] [tə dɾɛj.tat tɔ.na nɛ si ndaj.mə ǀ] [kə.tu aɾ.mic͡ç.tə ska.nə vənd ‖] 𝄆 [sɛ zɔ.ti vɛ.tə ɛ θ̟a mɛ gɔ.jə] [c͡çə kɔm.bɛ ʃu.hɛn pəɾm.bi ð̟ɛ ǀ] [pɔ ʃc͡çi.pə.ɾi.a dɔ tə rɔ.jə ǀ] [pəɾ tə ǀ pəɾ tə luf.tɔj.mə nɛ ‖] 𝄇 [ɔ fla.muɾ ǀ fla.muɾ ʃɛɲ ɛ ʃɛɲ.tə] [tɛk ti bɛ.tɔ.hɛ.mi kə.tu] [pəɾ ʃc͡çi.pə.ɾi.nə ǀ at.ð̟ɛ.un ɛ ʃtɾɛɲ.tə ǀ] [pəɾ ndɛɾ ɛ.ð̟ɛ lav.dimn ɛ tu ‖] 𝄆 [tɾim bu.rə c͡çu.hɛt ð̟ɛ ndɛ.ɾɔ.hɛt] [at.ð̟ɛ.ut kuʃ i.u bə θ̟ɛ.rɔɾ ‖] [pəɾ.jɛ.tə a.i dɔ tə kuj.tɔ.hɛt] [mbi ð̟ɛ ǀ nən ð̟ɛ si ɲə ʃɛɲ.tɔɾ ‖] 𝄇 |

### Traducere
| Traducere în română | Adaptare în engleză |
| --- | --- |
| Prima strofă Uniți în jurul steagului Cu o singură dorință și un singur țel, Ne punem zălog onoarea și Facem un legământ pentru salvare. A doua strofă 𝄆 De luptă se ferește doar cel care S-a născut trădător, Dar cel care este bărbat nu e înfricoșat, Dar cade, cade ca un martir al cauzei! 𝄇 A treia strofă Vom ține armele în mâinile noastre, Apărând fiecare colț al patriei, Nu vom ceda drepturile noastre, dușmanii noștri nu au ce căuta aici! A patra strofă 𝄆 Pentru că însuși Dumnezeu a spus Că națiunile vor pieri de pe Pământ, Dar Albania noastră va dăinui, Pentru ea, pentru ea noi vom lupta! 𝄇 | First verse Around our flag we stand united, With one wish and one intention. A sacred oath upon it we accord, Faith for our pardon we blazon. Second verse 𝄆 From battle only he abstaineth, For who is born a traitor. He who a true man frighten’d not, But to the cause dieth a warrior. 𝄇 Third verse With weapons in our hands aflash’d, Our fatherland we shall defend. Our sacred rights we shall cede not, On our land the foe hath a place not. Fourth verse 𝄆 For God himself proclaim’d: Nations of earth shall abate, And yet Albania will live and succeed. For thee, for thee we fight. 𝄇 |